# Каїри (Каховський район)
Каї́ри — село в Україні, у Горностаївській селищній громаді Каховського району Херсонської області. Населення становить 3508 осіб.

## Географія
На південній околиці села річка Балка Каїрка впадає у Дніпро.
Село розташоване на лівому березі Каховського водосховища, за 12 км від центру громади і за 35 км від найближчої залізничної станції Братолюбівка. Площа: 147 км².

## Історія
Село Каїри вважається найстарішим населеним пунктом на території колишнього Горностаївського району.
В минулому на місці села розташовувалось золотоординське місто Каїр-мечеть.
Є кілька версій походження назви населеного пункту.
Перша з них свідчить, що в XVII столітті на ці землі з північних районів України у пошуках кращого життя прибули козаки. Один з них на прізвисько Каїр запропонував оселитися саме тут.
Інша версія твердить, що найменування поселення походить від татарської назви поширеної в цій місцевості рослини каїр, котра використовувалася для ущільнення діжкових клепок.
Є ще одна версія, за якою свою назву село дістало від балки Каїрки, поблизу котрої село розташоване.
 Але найбіль правдоподібною є походження назви від Kaïrka Souii (ﻱﻭﺼ ﺎﻘﺮﻴﻘ) / струмок / Каїрка Суї — Піщаний Струмок (з піщаним руслом) (від кримського і турецького «каир» (ﺮﻳﺨ) — дрібний пісок, пісок на дні річки, мілина).
Перші відомості про Каїри як населений пункт з постійним місцем проживання (раніше на цих землях часто мандрували кочові племена) датуються 1785 роком. Засноване це казенне селище українськими кріпаками-втікачами. Заселенням цієї місцевості, займався Каховський.
У 1844 році населення Каїр поповнили кілька родин із Чернігівської губернії. 1862 року за вказівкою царського уряду в село було направлено 50 родин із Київської губернії. Того ж року прибуло ще 40 родин колишніх однодвірців західного краю, після чого прихід переселенців припинився.
Станом на 1886 рік у селі, центрі Каїрської волості Дніпровського повіту Таврійської губернії, мешкало 4296 осіб, налічувалось 620 дворів, існували православна церква, школа, 5 лавок, влаштовувались 2 ярмарки на рік. За 25 верст — поштова станція.
Радянську владу в селі остаточно встановлено у жовтні 1920 року. Однак процес переходу на новий суспільний лад розпочався ще з січня 1918 року, коли під час австро-німецької окупації в селі була створена підпільна більшовицька організація.
У 1919 році Каїри зазнали нападів повстанського партизанського формування Попова.
У наслідок розпочатої з 1928 року колективізації, впродовж двох наступних років утворилося 8 товариств спільного обробітку землі та одна рибальська артіль.
У роки Німецько-радянської війни на території села діяла партизанська група. Окупація села тривала від 10 вересня 1941 року по 1 листопада 1943 року.
Внаслідок будівництва Каховської гідроелектростанції були внесені зміни в розташування населеного пункту. З утворенням водосховища частина села Каїри (262 двори) потрапили у зону затоплення та була перенесена на вищу місцевість.
У повоєнні роки агроформування села були об'єднані в колгосп «Росія».
У 2014 році в ході ленінопаду у селі було знесено пам'ятник Леніну.
У лютому 2022 року село тимчасово окуповане російськими військами під час російсько-української війни.
Окупанти примушують місцевих робити російські паспорти, на території села йде російське телебачення аби русифікувати населення.

## Сучасність
В селі функціонують: загальноосвітня школа, дитячий садок, амбулаторія сімейного типу, психоневрологічний будинок-інтернат.

## Пам'ятки
Пам'ятник загиблим воїнам.

## Населення
Згідно з переписом УРСР 1989 року чисельність наявного населення села становила 3529 осіб, з яких 1879 чоловіків та 1650 жінок.
За переписом населення України 2001 року в селі мешкали 3494 особи.

### Мова
Розподіл населення за рідною мовою за даними перепису 2001 року:
| Мова       | Відсоток |
| ---------- | -------- |
| українська | 94,78 %  |
| російська  | 4,82 %   |
| молдовська | 0,09 %   |
| вірменська | 0,06 %   |
| інші       | 0,25 %   |

## Люди
Рябко Віталій Опанасович (1921—2015) — учасник німецько-радянської війни, почесний громадянин Херсона.
Трубач Євгеній — український військовик, учасник російсько-української війни.